# Ostrovske, Novomîkolaiivka
Ostrovske (în ucraineană Островське) este un sat în așezarea urbană Novomîkolaiivka din raionul Novomîkolaiivka, regiunea Zaporijjea, Ucraina.

## Demografie
Componența lingvistică a localității Ostrovske
     Ucraineană (97,02%)
     Rusă (2,55%)
     Alte limbi (0,43%)
Conform recensământului din 2001, majoritatea populației localității Ostrovske era vorbitoare de ucraineană (97,02%), existând în minoritate și vorbitori de rusă (2,55%).